# Richard Coudenhove-Kalergi
Richard Coudenhove-Kalergi (es: Conde Ricardo Nicolás de Coudenhove-Kalergi; ja:リヒャルト・ニコラウス・栄次郎 (se llama Eijiro en japonés)・クーデンホーフ=カレルギー) (Tokio, 16 de noviembre de 1894-Schruns, 27 de julio de 1972) fue un político y geopolítico austríaco que en 1923 publicó un manifiesto titulado Pan-Europa, que supone la fundación de la Unión Internacional Paneuropea, y con ella, el movimiento paneuropeo.

## Biografía
Hijo del conde y diplomático austrohúngaro Coudenhove-Kalergi, autor del libro La idiosincrasia del antisemitismo; su madre era japonesa (Mitsuko Aoyama). En sus primeros años, acudió a la Escuela episcopal de Brixen, en Tirol del Sur, finalizando sus estudios con las más altas calificaciones. Ingresó en el centro “Theresianische Akademie” de Viena entre 1908-1913, concluyendo con uno de los mejores expedientes académicos de su promoción. Cursó estudios universitarios en la disciplina de Historia de la Filosofía en las facultades de Múnich y Viena, finalizándolos con una tesis doctoral titulada “Die Objektivität als Grundprinzip der Moral” (La objetividad como principio básico de la moral) en la Universidad de Viena, y trabajó como periodista y editor en la revista Paneuropa. Es reconocido como el fundador del primer movimiento popular para una Europa unida. 
Posteriormente al manifiesto publicado en 1923, publicó su trabajo más importante, titulado La lucha por Paneuropa (1925-1928) en tres volúmenes. Sus ideas influyeron en Aristide Briand y su discurso en la Sociedad de Naciones del 8 de septiembre de 1929. Tras la anexión de Austria a la Alemania Nazi, huyó a Francia en 1938, y luego a Estados Unidos en 1940. Allí dio clases en la Universidad de Nueva York hasta 1945, cuando regresó a Francia. En Estados Unidos publicó su obra Cruzada por Paneuropa, en 1944. Luego de su regreso a Francia, fundó la Unión Parlamentaria Europea. En el congreso de dicha Unión en 1947 (8 al 12 de septiembre) defendió la idea de que la creación de un mercado amplio, con una moneda estable, era el vehículo para que Europa reconstruyera su potencial y ocupara el sitio que le correspondía en el concierto de las naciones.
Tras la I Guerra Mundial, su tesis principal era que otra confrontación sería inevitable si Europa no superaba sus divisiones y se unía. Sus escritos adquieren tonos casi apocalípticos durante los años 20, insistiendo con fuerza en la necesidad de una integración europea. Sin embargo, a pesar del apoyo de Briand su mensaje no tuvo consecuencias políticas. Tras la II Guerra Mundial, en algún momento argumentó que la integración europea se estaba haciendo en las cancillerías, pero no en el corazón de los ciudadanos.
En 1950 fue la primera persona que recibió el Premio Carlomagno, otorgado por la ciudad alemana de Aquisgrán a la persona que contribuye a la idea de una Europa unida y en paz.
Coudenhove-Kalergi publicó en Viena un breve libro que constituye uno de los hitos fundamentales del europeísmo: Pan-Europa. Su análisis partía de la consideración de que, tras la Gran Guerra, el Continente había perdido su papel hegemónico en el planeta frente a potencias emergentes extra-europeas como Estados Unidos y Japón, o como la Rusia soviética y el Reino Unido, a los que el conde no incluía en una futura Comunidad de naciones europeas. El remedio a esta decadencia era pasar “de la anarquía europea a la organización paneuropea”, mediante el estímulo de una visión política y cultural de la identidad común de los habitantes del Continente. Su plan contemplaba la convocatoria de una Conferencia continental que estableciera un mecanismo de arbitraje para resolver los conflictos entre los estados. Seguiría luego el establecimiento gradual de una Unión Aduanera Paneuropea, paso previo a la constitución de los Estados Unidos de Europa, cuyos habitantes compartirían una ciudadanía común. La Europa federada contaría con un Parlamento con dos cámaras, una popular, elegida directamente por los ciudadanos, y otra federal, con un representante de cada estado miembro, veintiséis estados para los que Coudenhove-Kalergi preveía que mantuviesen ciertas cotas de soberanía, pero subordinada al mantenimiento global del sistema liberal-capitalista y a un modelo de seguridad continental, militar y diplomático, que impidiera futuras guerras. 
La Unión Panaeuropea tuvo algún relieve durante los años veinte y los primeros treinta. Su primer congreso, reunido en Viena en 1926, congregó a varios jefes de gobierno e intelectuales de gran nivel como Sigmund Freud, Albert Einstein y José Ortega y Gasset. Sin embargo, Coudenhove-Kalergi priorizó el plano teórico, de difusión de ideas y principios, y su organización no asumió acciones específicas ante los estados, que llevaran al desarrollo práctico de sus propuestas.

## Obras
- Adel, 1922.
- Krise der Weltanschauung., 1923.
- Pan-Europa, der Jugend Europas gewidmet, 1923, 16. Tausend Wien-Leipzig 1926. Neuauflage: Amalthea, Viena / Múnich 1987, ISBN 3-85002-239-0.
- Europa erwacht!, Wien 1923.
- Praktischer Idealismus, 1925.
- Kampf um Paneuropa, 3 Bände, 1925–1928.
- Held oder Heiliger, 1927.
- Festschriftbeitrag, Th. G. Masaryk zum 80. Geburtstag, Bonn 1930.
- Los vom Materialismus, 1931.
- Stalin & Co., 1931.
- Brüning – Hitler: Revision der Bündnispolitik, 1931.
- Das Wesen des Antisemitismus, 1932.
- Totaler Mensch – Totaler Staat. Glarus: Paneuropa Verlag 1937.
- Judenhass von Heute (1935)
- Judenhass!, 1937.
- Die Europäische Nation, 1953.
- Ein Leben für Europa, Lebenserinnerungen, 1966.
- Weltmacht Europa, 1971.